# Peter Phanthavong
Peter Phanthavong (laotisch: ປີເຕີ້ ພັນທະວົງຳ; * 15. Februar 2006 in der Provinz Champasak) ist ein laotischer Fußballspieler.

## Karriere

### Verein
Peter Phanthavong erlernte das Fußballspielen in der Jugendmannschaft des Ezra FC. Hier unterschrieb er am 1. Januar 2022 auch seinen ersten Vertrag. Der Verein aus der Hauptstadt Vientiane spielt in der ersten Liga des Landes, der Lao Premier League. In seiner ersten Saison bestritt er 17 Erstligaspiele und schoss dabei sieben Tore. Am Ende der Saison 2024/25 feierte er mit Ezra die laotische Meisterschaft.

### Nationalmannschaft
Peter Phanthavong spielt seit 2022 für diverse Juniorenmannschaften seines Landes. Mit der U19 nahm er an der AFF U-19 Youth Championship 2022 in Indonesien teil. Hier kam er mit dem Team ins Finale, das man jedoch mit 0:2 gegen Malaysia verlor.

## Erfolge
Ezra FC
- Laotischer Meister: 2024/25